# Triencentrus fratellus
Triencentrus fratellus är en insektsart som beskrevs av Brunner von Wattenwyl 1895. Triencentrus fratellus ingår i släktet Triencentrus och familjen vårtbitare. Inga underarter finns listade i Catalogue of Life.